# Дамиан (митрополит Сучавский)
Митрополит Дамиан был православным митрополитом Сучавы, а затем греко-католическим митрополитом с 1437 по 1447 год. В 1439 году Дамиан участвовал со своим викарием Константином во Флорентийском соборе, решения которого он принял и подписал, став первым епископом Валахии и Молдавии, принявшим униатство. Вернувшись в Сучаву, он оставался в общении с Апостольским престолом Рима до самой смерти. Его преемник в качестве митрополита Иоаким также являлся униатом, но был изгнан из Молдавии противниками унии с Римской церковью во главе с митрополитом Феоктистом, пользовавшимся поддержкой молдавских правителей и бояр.